# Língua qiang do sul
Qiang Sul é uma língua sino-tibetana do ramo das  qiangi falada por verca 81 mil pessoas ao longo do rio Minjiang (岷江) em Sichuan, China.
Ao contrário de sua relacionada muitopróxima língua qiang norte, Qiang do Sul é uma língua tonal.

## Dialetos
Sul Qiang é falado nos condados Li, Taoping ,  Wenchuan (em Longxi,) 龙溪, Luobozhai, localizado no condado de Wenchuan da província de Sichuan na China. 萝卜寨, Miansi 绵虒, etc.), e partes do condado de Mao . Consiste em sete dialetos: Dajishan, Taoping, Longxi, Mianchi, Heihu, Sanlong e Jiaochang, que são muito divergentes e não são mutuamente inteligíveis.
Nomes vistos na literatura mais antiga para os dialetos Qiang do Sul incluem Lofuchai (Lophuchai, Lopu Chai), Wagsod (Wa-gsod, Waszu ), e Mantse (Man-tzŭ). O dialeto Qiang do Sul do município de Puxi foi documentado em detalhes por Huang (2007).
Liu (1998) inclui Sānlóng () e Jiàocháng (較場) como subdialetos do sul.
Sims (2016) O dialeto Qiang do Sul do município de Puxi foi documentado em detalhes por Huang (2007
Qiang Sul
- 'Interior' *subgrupo inovação ji 
  - Norte Wenchuan: Longxi 龙溪乡
  - Sul Wenchuan]: Miansi 绵虒镇
- 'Inferior' * subgrupo innovação ɚ
  - Ocidental -  Condado Li, Sichuan, Lixian Puxi 蒲溪乡, Xuecheng 薛城镇, Muka 木卡乡, Jiuzi 九子村
  - Oriental - Condado Li, Sichuan, Lixian Taoping 桃坪乡, Tonghua 通化乡

## Escrita
A Língua usa o alfabeto latino tradicional completo. Há utilização das formas Ch, Dh, Gv, Hv, Ng, Ny, Ph, Sh, ü Zh.
Uma nova escrita, um abugida conhecido como Qiang ou Rma, foi lançada em 2017.

## Fonologia
As consoantes de Qiang Sul são apresentadas na tabela abaixo:
|           |           | Labial | Dental | Retroflexa | Palato- alveolar | Palatal | Velar | Uvular |
| --------- | --------- | ------ | ------ | ---------- | ---------------- | ------- | ----- | ------ |
| Oclusiva  | surda     | p      | t      |            |                  |         | k     | q      |
| Oclusiva  | aspirada  | pʰ     | tʰ     |            |                  |         | kʰ    | qʰ     |
| Oclusiva  | sonora    | b      | d      |            |                  |         | ɡ     | ɢ      |
| Africada  | surda     |        | ts     | ʈʂ         | tʃ               | tɕ      |       |        |
| Africada  | aspirada  |        | tsʰ    | ʈʂʰ        | tʃʰ              | tɕʰ     |       |        |
| Africada  | sonora    |        | dz     | ɖʐ         | dʒ               | dʑ      |       |        |
| Fricativa | surda     | f      | s      | ʂ          | ʃ                | ɕ       | (x)   | χ      |
| Fricativa | sonora    |        | z      | ʐ          | ʒ                | ʑ       | (ɣ)   | ʁ      |
| Nasal     | Nasal     | m      | n      |            |                  | ɲ       | ŋ     |        |
| Lateral   | Lateral   |        | l      |            |                  |         |       |        |
| Semivogal | Semivogal |        |        |            |                  | j, ɥ    | w     |        |

- /χ ʁ/ são ouvidos como velares [x ɣ] antes das vogais anteriores.
- /f/ também é ouvido como um [ɸ] bilabial.

As vogais do Sul Qiang são apresentadas na tabela abaixo:
|          | Anterior | Central | Posterior |
| -------- | -------- | ------- | --------- |
| Fechada  | i y      |         | u         |
| Medial   | e        | ə ə˞    | o         |
| Aberta   |          | a       | ɑ         |
| Silábica |          | ɹ̩       |           |

- As vogais /e u/ também podem ser ouvidas como [ɛ ʉ].

## Tons
Qiang Sul tem seis tons, conforme representado abaixo:
| Nome                        | Tom | Símbolo |
| --------------------------- | --- | ------- |
| Médio ou baixo descrescente | 33  | ˨˥      |
| Alto                        | 55  | ˦       |
| Baxo crescente              | 31  | ˨˩      |
| Médio-crescente             | 241 | ˧˩      |
| Alto-decrescente            | 13  | ˦˥      |

## Situação
Tal como acontece com muitas das línguas qiang, o QiangSulestá se tornando cada vez mais ameaçado. Como o sistema educacional usa amplamente o chinês padrão como meio de instrução para o povo Qiang, e como resultado do acesso universal à escola e à televisão, a maioria das crianças Qiang é fluente ou mesmo monolíngue em chinês, enquanto uma porcentagem crescente não consegue falar Qiang.